# Erand Hoxha
Erand Hoxha (Kavajë, 25 aprile 1985) è un ex calciatore albanese, di ruolo difensore.

## Carriera
Ha giocato nella Kategoria Superiore, la massima divisione professionista albanese.

## Palmarès

### Club

#### Competizioni nazionali
- Coppa d'Albania: 2

Besa Kavajë: 2006-2007, 2009-2010
- Supercoppa d'Albania: 1

Besa Kavajë: 2010